# Lisa Angelle (album)
Lisa Angelle è il primo e unico album della cantante country statunitense Lisa Angelle.

## Lista tracce
1. 4, 3, 2, 1 (Gold, Andrew/Angelle, Lisa) 3:23
2. A Woman Gets Lonely (Angelle, Lisa) 4:23
3. Kiss This (Gold, Andrew/Angelle, Lisa) 5:01
4. I Didn't Want to Know (Gold, Andrew/Angelle, Lisa) 4:18
5. I Wear Your Love (Gold, Andrew/Angelle, Lisa) 3:13
6. Sin (Anderson, Lewis/Angelle, Lisa) 4:07
7. Twisted (Gold, Andrew/Angelle, Lisa) 3:12
8. Daddy's Gun (Gold, Andrew/Angelle, Lisa) 4:40
9. Midnight Rodeo (Gold, Andrew/Angelle, Lisa) 4:03
10. I Don't Know Why (Angelle, Lisa) 4:09
11. Sparrow (Angelle, Lisa) 5:21